# Everything You Do
«Everything You Do» (en Español "Todo Lo Que Haces") es una canción pop grabada por el dúo noruego M2M el sencillo logró llegar al puesto 21 de la lista Hot Dance Singles Sales en el Billboard. La canción es el cuarto sencillo promocional perteneciente al álbum debut Shades of Purple.

## Lanzamiento
La versión original fue grabada por M2M en el año 2000, ese mismo año fue lanzado un álbum de remixes de la canción, posteriormente la canción fue regrabada en español, esto debido al éxito de la banda en los países de habla hispana, la canción fue llamada Todo Lo Que Haces, así mismo una versión regrabada de la canción en inglés fue lanzada, posteriormente en 2003 cuando la banda se disolvió, ambas versiones fueron incluidas en el álbum compilatorio del grupo The Day You Went Away: The Best of M2M

### Video musical
El video musical fue dirigido por Tryan George con locaciones en Toronto, Canadá y muestra a M2M cantando en un set de TV al estilo de los shows de tv de los años 70, mientras ellas son observadas por chicos en el futuro, de repente un portal cristalino hacia el futuro se abre y es atravesado por las chicas, ellas llegan a donde los chicos y los salvan escapando en un automóvil y atravesando de nuevo un nuevo portal que los lleva hacia un prado donde los 4 chicos corren libremente.

## Canciones
CD Sencillo
1. "Everything You Do" (Radio Version) – 4:05
2. "Mirror Mirror" (Live Acoustic) – 3:15
3. "Don't Mess with My Love" (Live Acoustic) – 3:25

CD-Maxi EUA
1. "Everything You Do" (Groove Brothers Extended Mix) – 5:51
2. "Everything You Do" (Groove Brothers Radio Edit) – 3:53
3. "Everything You Do" (Jonathan Peters Radio Mix) – 3:44
4. "Everything You Do" (Jonathan Peters Club Mix) – 9:12
5. "Everything You Do" (Jonathan Peters Sound Factory Mix) – 9:42
6. "Don't Say You Love Me" (Johnny Vicious Club Mix) - 7:10
7. "Don't Say You Love Me" (Lenny Bertaldo Club Mix) - 6:06
8. "Don't Say You Love Me" (Matt & Vito Mix) - 10:01
9. "Don't Say You Love Me" (Tin Tin Out Remix) - 3:26
10. "Mirror Mirror" (Eddie's Power Dance Mix) - 5:57
11. "Mirror Mirror" (Eddie's Crossover Mix) - 4:13
12. "Don't Say You Love Me" (Johnny Vicious Dub Mix) - 7:04

CD Promocional México
- "Everything You Do" (Spanglish Mix) – 4:04
- "Todo Lo Que Haces" (Everything You Do Spanish Version) – 4:03
- "Everything You Do" (Groove Brothers Radio Edit) – 3:52

## Versiones alternas
- "Everything You Do" (New Vocals) – 4:05
- "Todo Lo Que Haces" ("Everything You Do" Spanish version) – 4:02
- "Everything You Do" (Spanglish Mix) - 4:03

## Posicionamiento
| Listas (2001)                                | Posiciones |
| -------------------------------------------- | ---------- |
| Billboard Hot Dance Music/Maxi-Singles Sales | 21         |

## Personal
"Everything You Do" (original and re-recorded vocals versions)

Acoustic guitar – Marit Larsen

String arrangement – Gaute Storås

Drum programming – Jimmy Bralower

Guitar – Jan van Ravens

Keyboards – Bottolf Lødemel

Mixer – Tom Lord-Alge

Percussion – Marion Raven

Producer – Jimmy Bralower, Kenneth M. Lewis

Additional programming – Kenneth M. Lewis

Strings – Oslo Philharmonic Orchestra
"Todo Lo Que Haces"

Letra español – Jose Ramon Florez

Recorder – Neil Perry

Letra original – Lars Aass, Marion Raven, Marit Larsen